# Autochrom
Autochrom lub autochrome (szklane kolorowe płyty światłoczułe) – proces otrzymywania fotografii barwnych na płytach szklanych w postaci diapozytywów. Pionierem techniki autochromowej był XIX-wieczny fotograf Louis Ducos du Hauron z Francji, a jego wynalazek wprowadzili do produkcji w roku 1907 bracia Lumière.
Przy zastosowaniu metody autochromu początkowo nie było możliwe uzyskanie barwnych fotografii na papierze, a jedynie podczas projekcji. Na początku XX wieku rozpoczęto wydawanie pierwszych albumów z kolorowymi fotografiami, a nie jak dawniej z malowanymi czarno-białymi zdjęciami. Pierwszą polską książką z fotografiami kolorowymi wykonanymi w technice autochromu jest Malownicza Polska Tadeusza Rzący z 1910.
W autochromie szklana płyta pokryta była barwną mozaiką mikroskopijnych ziarenek skrobi ziemniaczanej w kolorach zielonym, niebieskim i czerwonym, a całość pokryta była emulsją panchromatyczną do fotografii czarno-białej. Podczas ekspozycji światło przenikało przez różnokolorowe ziarenka, a po wywołaniu do pozytywu powstawał barwny obraz w naturalnych kolorach. Wadą była konieczność stosunkowo długiego, co najmniej kilkusekundowego czasu naświetlania płyt autochromowych i używania statywu.
Autochromy charakteryzowały się niską czułością i dużym ziarnem. Autochromy w postaci szklanych płyt były wyjątkowo kosztowne w przeciwieństwie do materiałów do fotografii czarno-białej. W 1931 bracia Lumière zaprezentowali autochrom w postaci błony fotograficznej ciętej, a następnie dwa lata później w postaci filmu fotograficznego do aparatów małoobrazkowych. Zaprzestano produkcji autochromów w 1956.

## Galeria

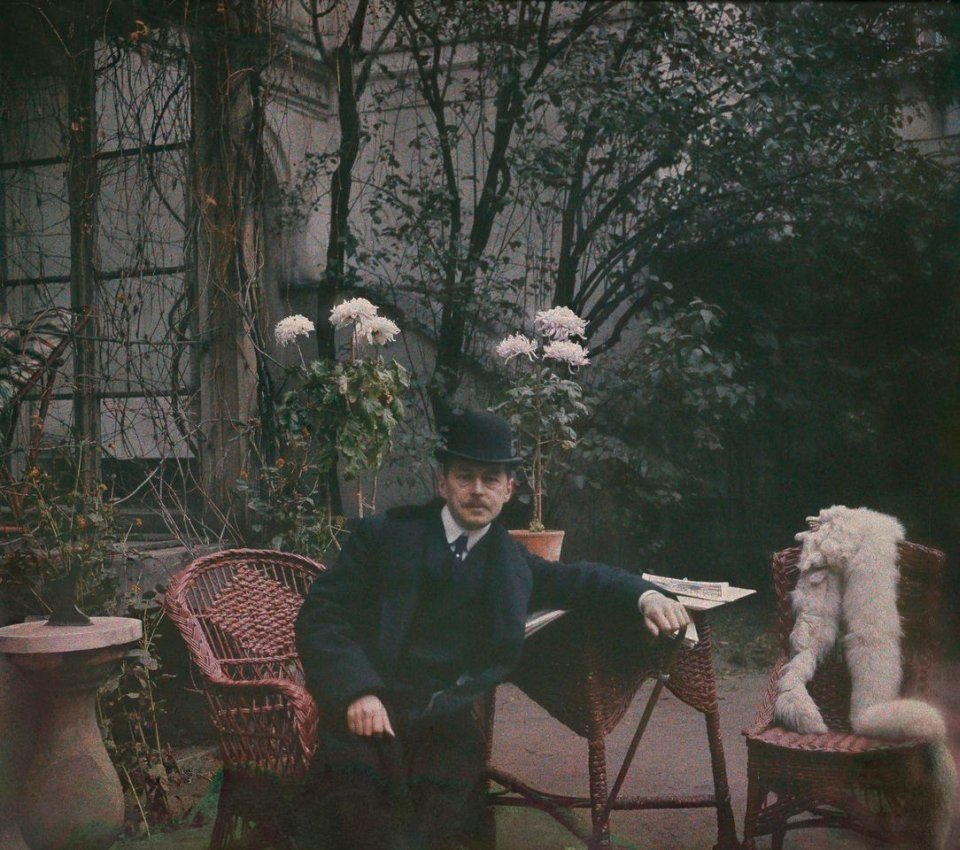
Stanisław Wilhelm Lilpop – autoportret, 1909 r. – polski przemysłowiec i entuzjasta fotografiki
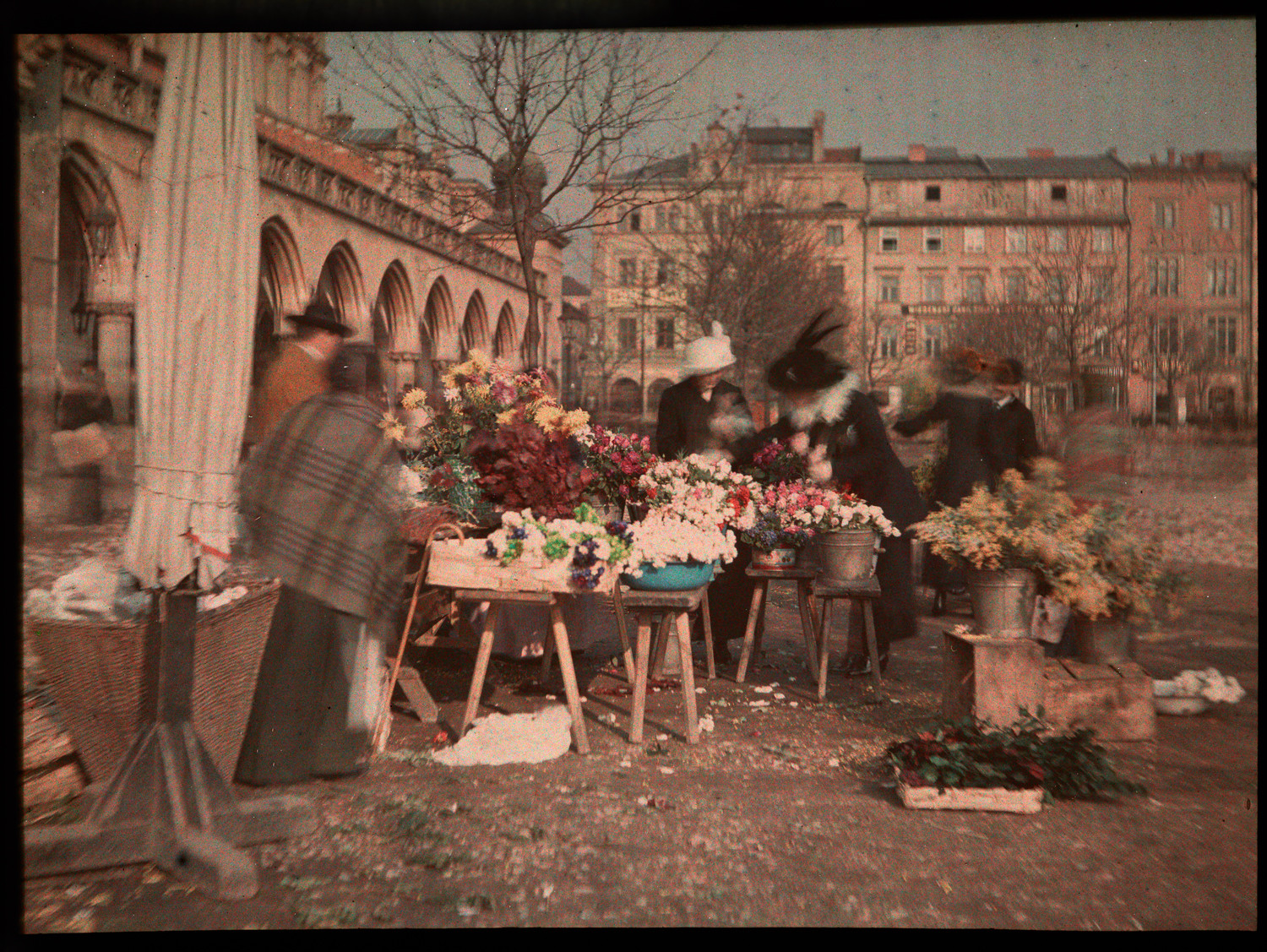
Jeden z pierwszych polskich autochromów wykonano w Krakowie w 1915 r.
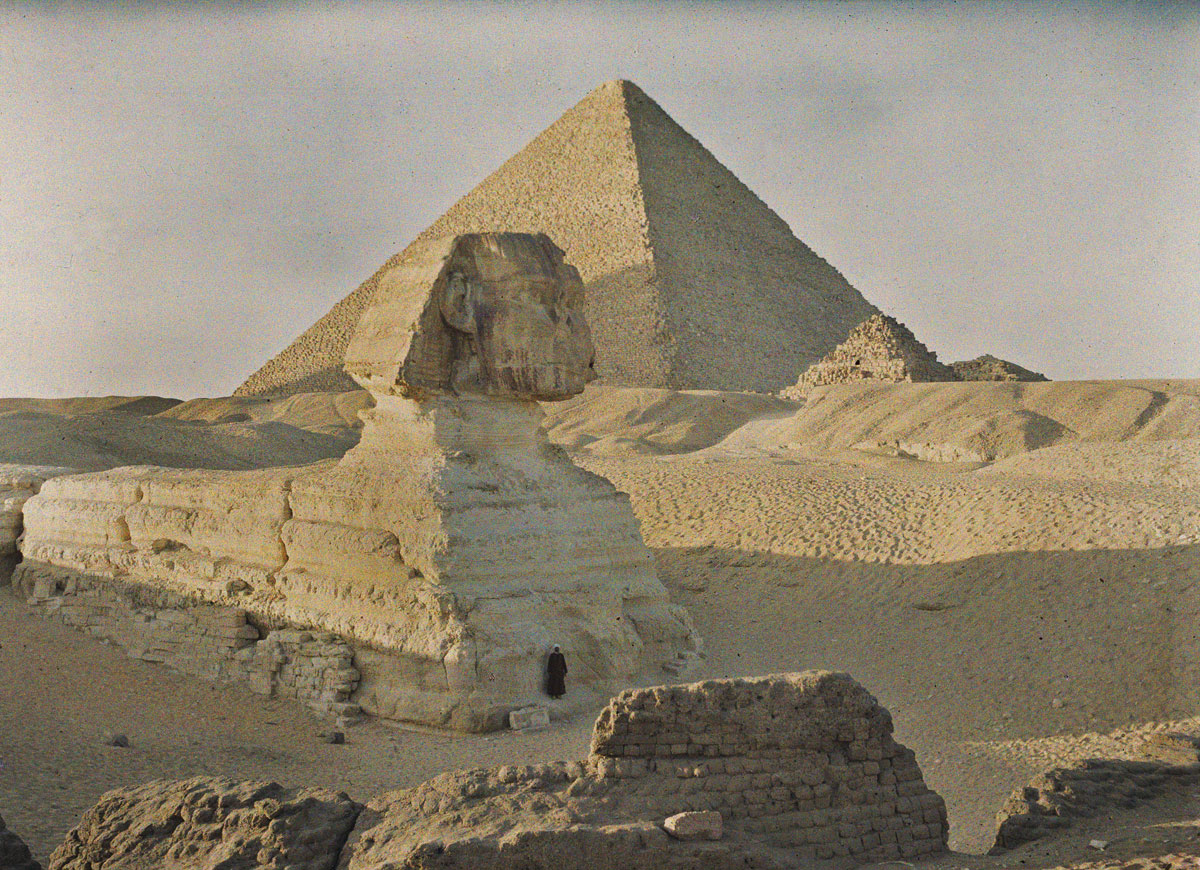
Piramidy w Gizie na autochromie w 1914 r.
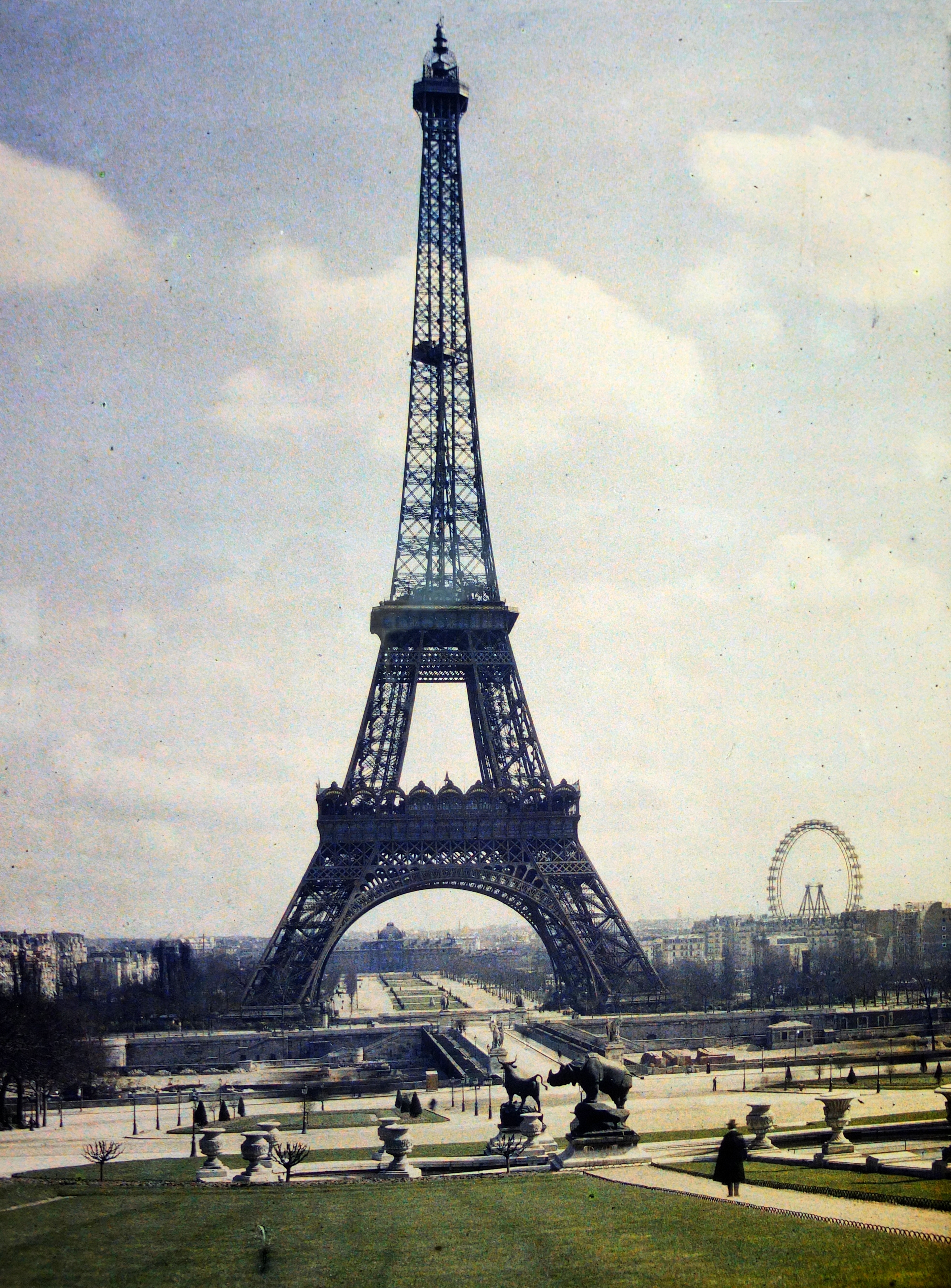
Wieża Eiffla na autochromie w 1914 r.
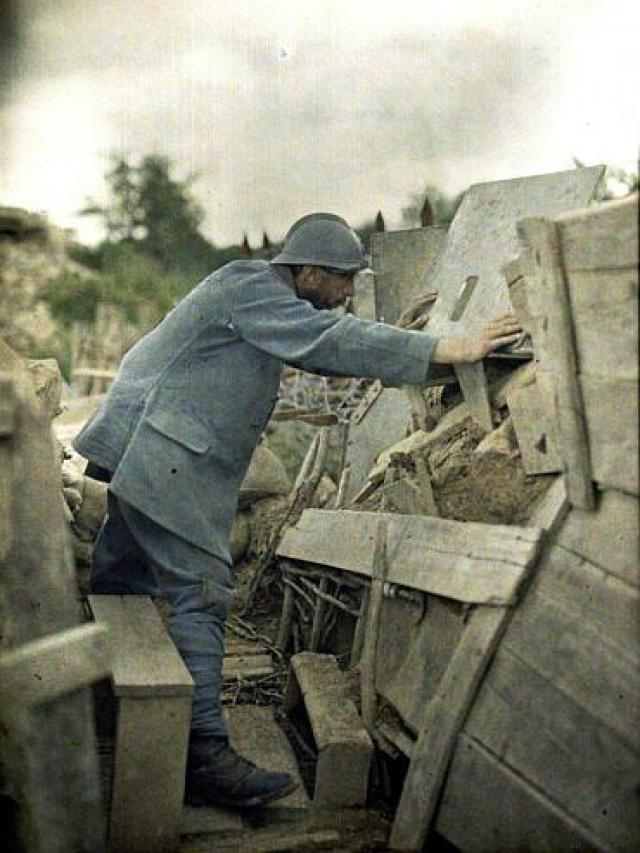
Fotografia z okresu I wojny światowej wykonana techniką autochromu
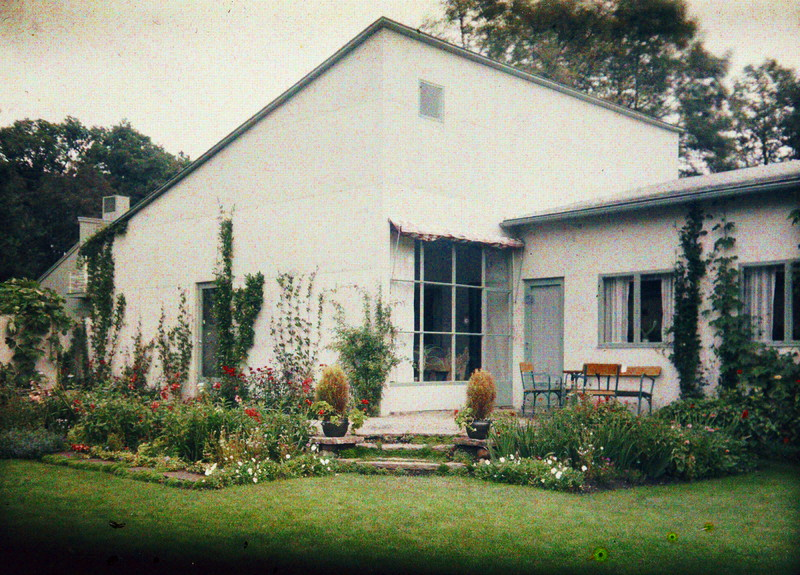
Dom w Sztokholmie na autochromie z 1930 r. Popularność autochromów zmalała w poł. lat 30. XX w., kiedy pojawiły się nowe filmy kolorowe Kodachrome i Agfacolor[4].
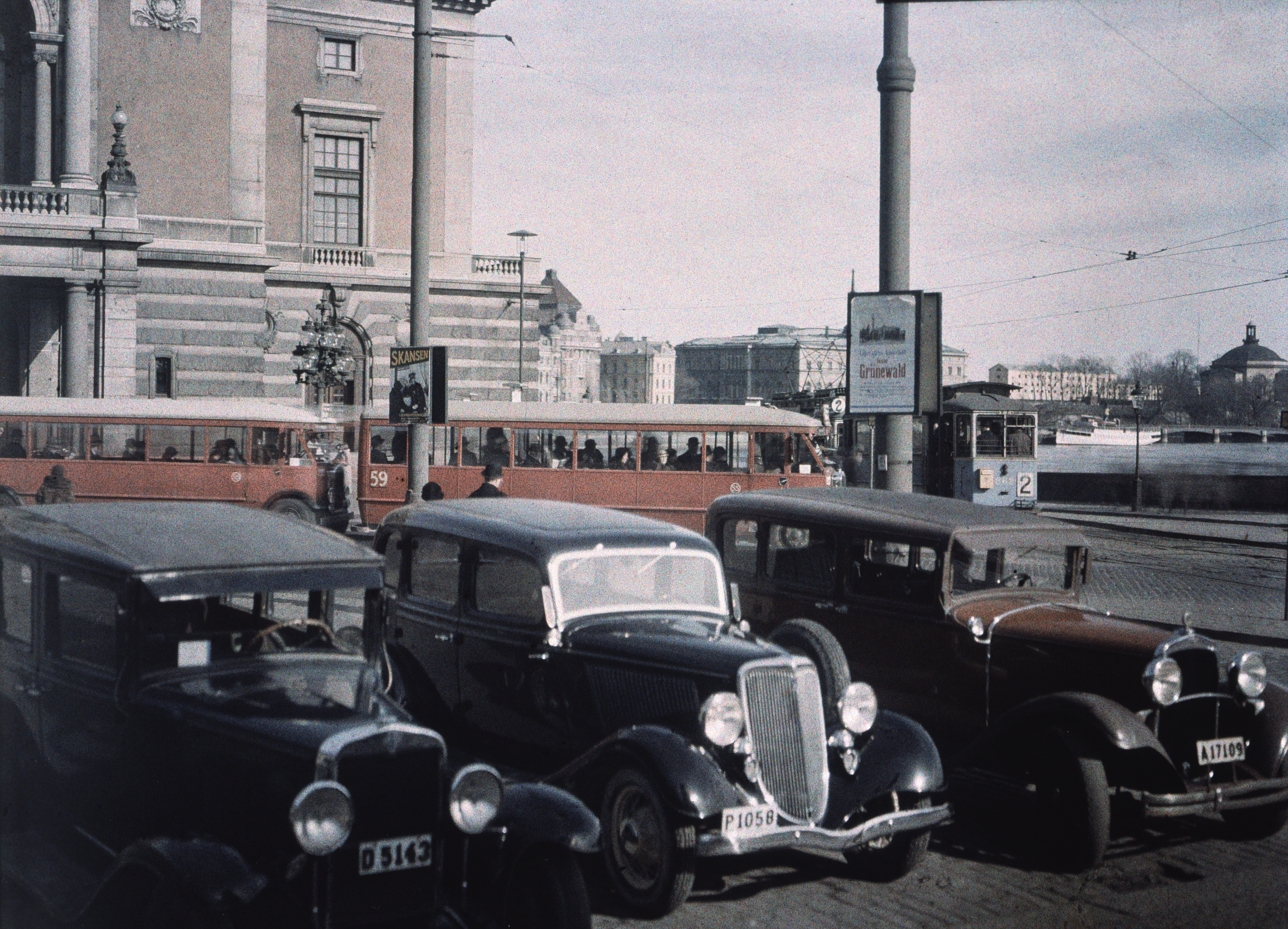
Opera w Sztokholmie w 1934 r.